# Sphagnum fimbriatum

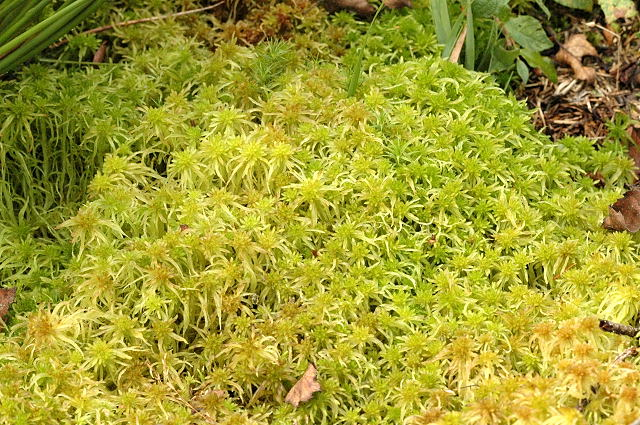
Sphagnum fimbriatum in den belgischen Ardennen

Sphagnum fimbriatum ist ein Torfmoos, das der Sektion  Acutifolia in der Gattung Sphagnum zugeordnet ist und zu den Laubmoosen gehört. Diese Art wird in deutschsprachigen Regionen meist „Gefranstes Torfmoos“ oder seltener „Zierliches Torfmoos“ genannt.

## Beschreibung

### Merkmale der Pflanze
Die Pflanzen von Sphagnum fimbriatum zeigen sich vor allem in reingrünen Farben mit Tönungen zu gelblich-grün und bräunlichen Nuancen. Sie sind üblicherweise klein und schlank ausgebildet, zeigen aber in Gebieten des antarktischen Florenreichs einen kompakteren Aufbau. Diese Torfmoosart bildet lockere bis dichte Rasen. Typisch ist die zwiebelförmige Endknospe der Pflanzen und das Fehlen des metallischen Schimmers in trockenem Zustand.
Die Stämmchen sind bleichgrün bis strohfarben gefärbt.

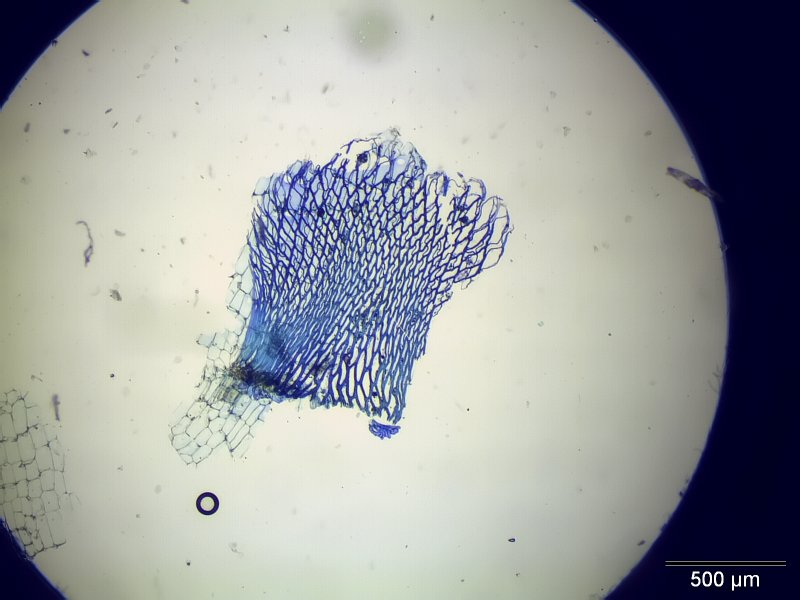
Stammblatt von Sphagnum fimbriatum, 40-fach vergrößert

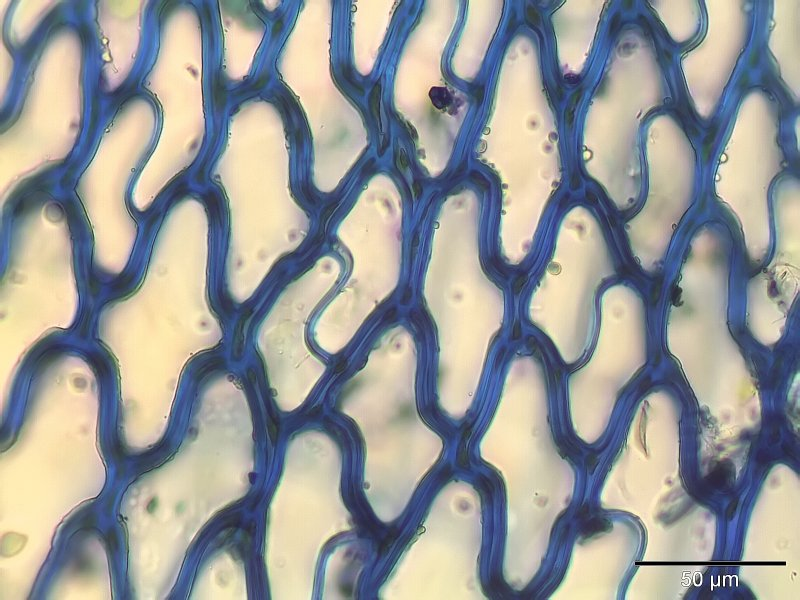
Stammblatt-Zellen von Sphagnum fimbriatum, 400-fach vergrößert

Die spatelförmig bis breit spatelförmig geformten Stammblätter sind 0,8–1,5(–2) Millimeter lang, über die breite Spitze und oft teilweise hinunter an den Rändern stark zerschlitzt oder gefranst. Der Blattrand verbreitert sich kaum bis zuhöchst zu einem Viertel gegenüber der Blattbasis. Die Hyalocyten zeigen einen rhomboidartigen Umriss, sind mit verstärkenden Fibrillen ausgestattet und entweder un- oder zweigeteilt.
Die Äste von Sphagnum fimbriatum sind länglich rund bis lang und schmal und stehen in Wirteln von zwei bis vier Ästen, wovon jeweils ein bis zwei Äste aufrecht stehen und ein bis zwei Äste am Stamm hängen.

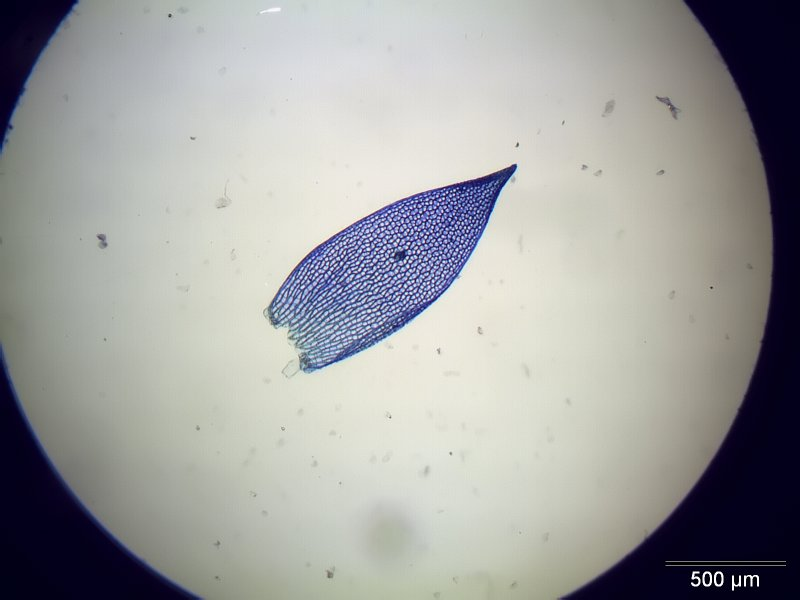
Astblatt von Sphagnum fimbriatum, 40-fach vergrößert

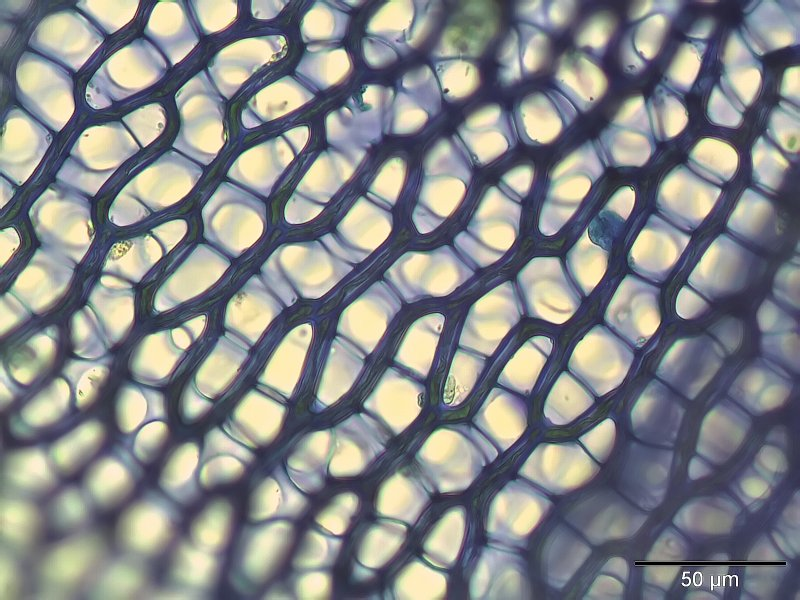
Astblatt-Zellen von Sphagnum fimbriatum, 400-fach vergrößert

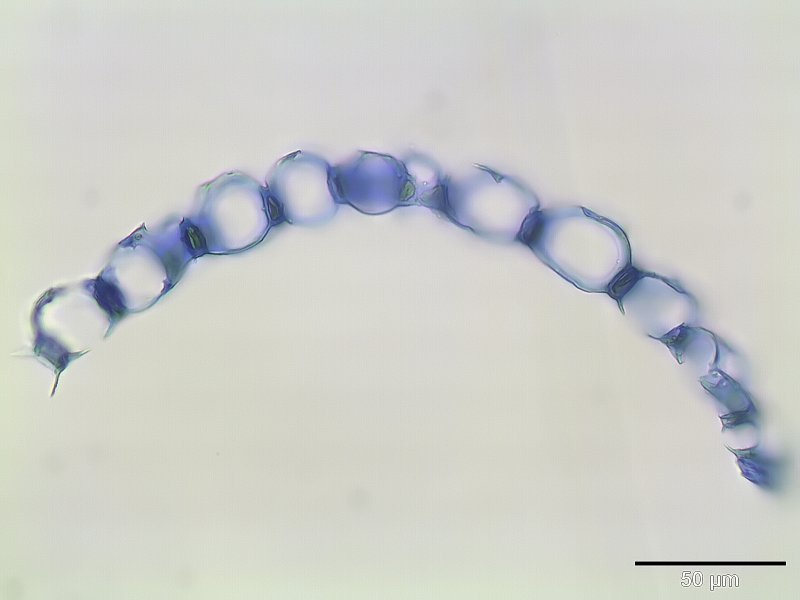
Astblatt-Querschnitt von Sphagnum fimbriatum, 400-fach vergrößert

Die eiförmig-lanzettlichen Astblätter sind 1,1–1,5(–2) Millimeter lang und an der Blattspitze eingerollt. Die leeren, toten Hyalocyten sind sowohl auf der Ober- als auch auf der Unterseite reichlich mit unterschiedlich großen Poren und Fibrillen ausgestattet. Die chlorophyllhaltigen, lebenden Chlorocyten sind auf der Blattoberseite von den Hyalocyten nicht verdeckt und daher frei zu sehen; auf der Blattunterseite dagegen zeigen sie sich deutlich weniger freiliegend.

### Merkmale der geschlechtlichen Entwicklung und deren Organe
Aus den Sporen entsteht ein fadenförmiger Vorkeim (das Protonema). Dieses wächst dann zu einem Vegetationskörper, dem Lager (Thallus) aus. Auf diesem Gewebethallus entwickelt sich dann erst das typische geschlechtszellenbildende Moospflänzchen (der Gametophyt) mit oft einhäusiger geschlechtlicher Ausrichtung, wobei die männlichen Geschlechtszellbehälter (die Antheridien) in den Blattachseln besonders gefärbter und gestalteter Zweige der Endknospe und die weiblichen Fortpflanzungsorgane (Archegonien) an der Spitze der Seitenzweige sitzen. Nach der Befruchtung entwickelt sich der Sporophyt, der unter anderem aus der Kapsel (dem Sporogon) besteht und auf einem relativ langen, bis zu 1 Zentimeter messenden Scheinfuß (Pseudopodium) emporgehoben wird. Die Sporen weisen einen Durchmesser von etwa 20–27 Mikrometer auf.

## Verbreitung und Standortansprüche
Der Lebensraum von Sphagnum fimbriatum sind nährstoffarme (oligotrophe), mehr oder weniger saure Feuchtgebiete mit einem pH-Wertbereich von 3,4 bis 7,5. Die Habitate sind bewaldete, oft leicht gestörte Moore mit Bruchwäldern, Waldsümpfen und Moorgräben. Die Vorkommen befinden sich oft unter Weidengebüsch. Begleittorfmoose sind das Schmalblättrige Torfmoos (Sphagnum angustifolium), das Trügerische Torfmoos (Sphagnum fallax), das Sumpf-Torfmoos (Sphagnum palustre), Sphagnum squarrosum und das Girgensohns Torfmoos (Sphagnum girgensohnii).
Die Verbreitung ist mit Vorkommen auf den Kontinenten Eurasien, Nordamerika und Südamerika, im südlichen Afrika, auf Neuseeland und verschiedenen Inseln des antarktischen Floren-Reichs angegeben.
Im europäischen Bereich werden Vorkommen in Norwegen, in Deutschland, in Österreich, in der Schweiz, in Ungarn, in der französischen Region Normandie erwähnt.

## Gefährdungssituation und Schutzmaßnahmen
Sphagnum fimbriatum wird in verschiedenen nationalen Roten Listen gefährdeter Arten europäischer Staaten geführt und damit dessen Bestandssituation, die meist durch die Reduzierung der besiedelten Nassbereiche gekennzeichnet ist, Ausdruck gegeben. In der Roten Liste Deutschlands wird die Art als derzeit nicht gefährdet gesehen, wogegen die Länder Saarland und Brandenburg die Art als gefährdet (Kategorie 3) bewerten. Die Schweiz führt Sphagnum fimbriatum in ihrer nationalen Roten Liste als verletzlich (Kat. VU für „vulnerable“).
Wie alle Torfmoose ist auch Sphagnum fimbriatum Nutznießer der Fauna-Flora-Habitat-Richtlinie Nr. 92/43/EWG in der aktualisierten Fassung vom 1. Januar 2007 und ihren Schutzmaßnahmen. Der Lebensraum der „Sauren Moore mit Sphagnum“ wird in Anhang I unter Schutz gestellt und gleichzeitig die Verpflichtung zur Ausweisung besonderer Schutzgebiete geschaffen. Durch die Listung in Anhang V steht es den Mitgliedsstaaten offen, Entnahme- und Nutzungseinschränkungen einzuführen.
Die Bundesrepublik Deutschland schützt Sphagnum fimbriatum ebenfalls zusammen mit allen Torfmoosarten auf der Grundlage des Bundesnaturschutzgesetzes (BNatSchG) über die Anlage 1 der Bundesartenschutzverordnung (BArtSchV) und bezeichnet daher auch diese Art als besonders geschützte Art.
In der Schweiz ist Sphagnum fimbriatum wie alle Torfmoosarten und auch deren Lebensräume durch das Bundesgesetz über den Natur- und Heimatschutz (NHG) und begleitende Verordnungen unter Schutz gestellt. Dies trägt dazu bei, die Übernutzung und Lebensraumzerstörung der Torfmoos-Arten zu stoppen respektive einzudämmen. Die Torfmoose selbst finden sich als Anlage 2 der entsprechenden Verordnung auf der Liste der geschützten Pflanzen. Auch finden die Moore als Lebensgrundlage von Torfmoosen auf Grund der Rothenthurm-Initiative mit Art. 78 Abs. 5 Eingang in die Bundesverfassung und werden hier im Inventar der schützenswerten Lebensraumtypen unter Schutz gestellt.

## Systematik
Sphagnum fimbriatum wird in der Sektion Acutifolia der Gattung Sphagnum innerhalb der monogenerischen Familie Sphagnaceae geführt. Es werden zwei Untertaxa angegeben, die entweder dem Rang Unterart oder Varietät zugeordnet werden:
- Sphagnum fimbriatum Wils. & Hook. subsp. fimbriatum oder Sphagnum fimbriatum Wils. & Hook. var. fimbriatum
- Sphagnum fimbriatum Wils. & Hook. subsp. concinnum (Berggr.) Flatberg & Frisvoll oder Sphagnum fimbriatum Wils. & Hook. var. concinnum (Berggr.) Warnst.